# Ischnocnema oea
Espèce
Synonymes
- Eleutherodactylus oeus Heyer, 1984

Statut de conservation UICN

 NT  : Quasi menacé
Ischnocnema oea  est une espèce d'amphibiens de la famille des Brachycephalidae.

## Répartition
Cette espèce est endémique du Brésil. Elle se rencontre :
- à Santa Teresa dans l'Espirito Santo ;
- à Muriaé dans le Minas Gerais ;
- à Nova Friburgo dans l'État de Rio de Janeiro.

## Description
Les mâles mesurent de 17,1 à 18,8 mm.

## Publication originale
- Heyer, 1984 : Variation, systematics, and zoogeography of Eleutherodactylus guentheri and closely related species (Amphibia: Anura: Leptodactylidae). Smithsonian Contributions to Zoology, no 402, p. 1-42 (texte intégral).